# Adrianne Pieczonka

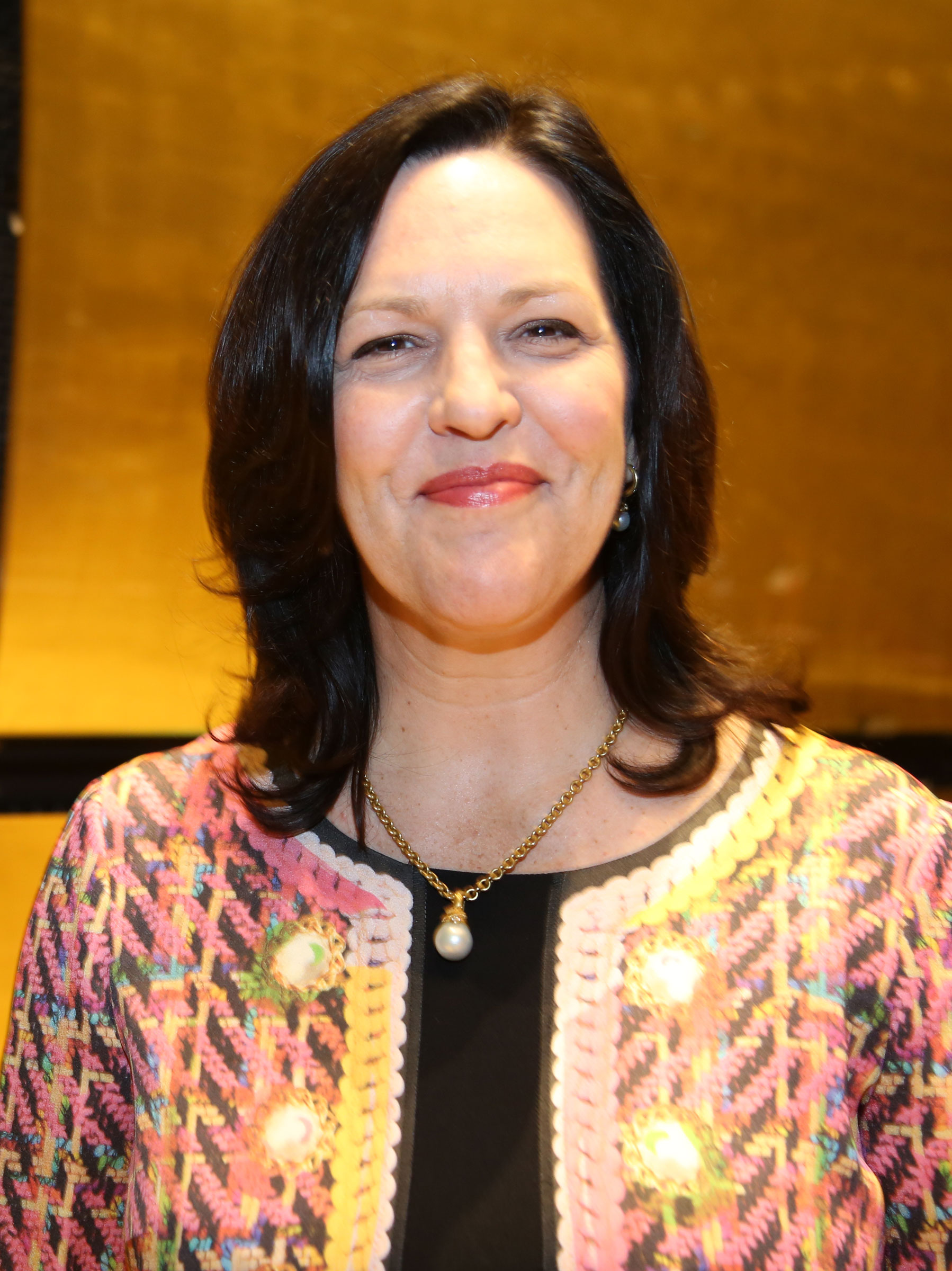
Adrianne Pieczonka beim Internationalen Hilde-Zadek-Gesangswettbewerb 2015

Adrianne Pieczonka (geboren am 2. März 1963) ist eine kanadische Opernsängerin (Sopran).

## Leben
Sie wuchs in der Nähe von Toronto in Burlington auf und graduierte an der Opera School der University of Toronto. Ihr Debüt feierte sie mit der Canadian Opera Company 1988 in Schostakowitschs Lady Macbeth von Mzensk. Sie übersiedelte bald nach Wien, wo sie ab 1989 an der Volksoper und ab 1991 an der Staatsoper engagiert war. 1995 debütierte sie beim Glyndebourne Festival als Donna Elvira in Don Giovanni und 2004 an der Metropolitan Opera als Lisa in Tschaikowskys Pique Dame. In den letzten Jahren arbeitete sie vorwiegend am Four Seasons Centre in Toronto.
Bei den Salzburger Festspielen debütierte die Sängerin 2001 konzertant als Elsa mit Lohengrin-Ausschnitten, sang 2002 in zwei Mozart-Matineen, übernahm 2003 die Elisabeth in Verdis Don Carlos und 2004 die Marschallin im Rosenkavalier von Hofmannsthal und Strauss. 2014 spielte sie in der Premiere der Oper Die Frau ohne Schatten an der Bayerischen Staatsoper die Kaiserin. 2015 verkörperte sie in Salzburg die Leonore in einer Claus-Guth-Inszenierung von Beethovens Fidelio, es dirigierte Franz Welser-Möst.
Obwohl ihr Repertoire von Mozart bis Britten reicht, hat sich Pieczonka zuletzt auf Wagner-Rollen spezialisiert, im Besonderen die Sieglinde in Die Walküre. In der Tat wurde sie für die Sieglinde in Wagners Ring der Canadian Opera Company am Four Seasons Centre for the Performing Arts ausführlich gelobt und debütierte 2006 mit dieser Rolle bei den Bayreuther Festspielen. 2010 sang sie in Paris ihre erste Senta – eine Rolle, mit der sie 2012 bei den Bayreuther Festspielen einen großen Erfolg feierte.
Ihr Album Adrianne Pieczonka Singt Wagner und Strauss wurde 2007 beim kanadischen Juno Award als Classical Album of the Year in der Kategorie Vocal or Choral Performance nominiert.
Im März 2007 erhielt Adrianne Pieczonka in Wien den Titel Kammersängerin verliehen. Gleichfalls 2007 wurde ihr der Titel Officer of the Order of Canada verliehen. 2009 wurde sie zum Mitglied der Royal Society of Canada ernannt.
Adrianne Pieczonka lebt mit ihrer Ehefrau, der Mezzosopranistin Laura Tucker, und einer Tochter in Toronto.